# ميشيل ماتيو (مسؤول)
ميشيل ماتيو (بالفرنسية: Michel Mathieu)‏ هو مسؤول فرنسي، ولد في 25 يوليو 1944 في مونبلييه في فرنسا، وتوفي في 1 أكتوبر 2010 في فرنسا بسبب سرطان.